# Onderhoudsplicht
Onderhoudsplicht is een wettelijke verplichting van iemand om een ander te onderhouden. Ook de plicht om een watergang of (openbare) weg te onderhouden, wordt als onderhoudsplicht gezien.

## Nederland
Echtgenoten en geregistreerde partners hebben een onderhoudsplicht ten opzichte van elkaar. Ouders hebben een onderhoudsplicht voor hun kinderen tot ze 21 jaar zijn (ook al is het met 18 jaar al meerderjarig). Ex-partners hebben een onderhoudsplicht als een van de partners te weinig inkomen heeft om van te leven. Het in sommige gevallen moeten betalen van alimentatie is ook op de onderhoudsplicht gebaseerd.
De onderhoudsplicht van ouders om hun kind te onderhouden staat geschreven als artikel: 395a van Boek 1 van het Nederlandse Burgerlijk Wetboek.
Dit houdt in ieder geval in dat ouders ervoor moeten zorgen dat het kind de meest basale dingen krijgt, zoals onderdak, kleding, voeding, scholing en medische hulp.
Onderhoudsplicht kan op grond van de Wet op de lijkbezorging ook betekenen dat de kosten van een begrafenis of crematie verhaald worden op personen die een onderhoudsplicht jegens de overledene hebben. 
Het niet nakomen van de onderhoudsplicht, hetzij wel of niet bij vonnis gesteld, kan strafrechtelijke gevolgen hebben. Dit is strafbaar gesteld in artikel 255 van het Wetboek van Strafrecht.
Tot 1965 was er een algemene onderhoudsplicht in Nederland, die inhield dat meerderjarige kinderen ook voor hun behoeftige ouders moesten zorgen.

## Wateren en wegen
Een eigenaar kan ook de plicht hebben om de watergang langs of door zijn eigendom te onderhouden, dat wil zeggen schoon te maken zodat het water er ongehinderd door kan stromen. Dergelijke watergangen worden vaak pandplichtig genoemd. Op ieder pand (deel van de watergang op de grens van de eigendom) rust een plicht.
Deze verplichting kan ook bestaan voor wegen en paden, zodat verkeer en met name wandelaars, ongehinderd kunnen passeren. Deze verplichting komt nauwelijks nog voor. Dit soort wegen (en paden) worden wel mandelig genoemd. Iedere man (= eigenaar) zijn eigen deel.